# Kevin Daniels
Kevin Dwight Daniels Jr. (nacido el 9 de diciembre de 1976 en San Diego, California) es un actor estadounidense que comenzó su carrera con un papel secundario en la película de 1998 Twelfth Night, or What You Will del director Nicholas Hytner. Ha aparecido en la película Hollywood: Departamento de homicidios, así como en las series de televisión Law & Order, Frasier, Chuck, House M. D. y Modern Family, en esta última con el papel recurrente de Longines. Desde entonces ha participado en más de 20 producciones. Es mejor conocido por interpretar a Don Miller, un del Departamento de Bomberos de la ciudad de Baltimore en la película Ladder 49 y por el programa estadounidense Sirens, donde interpretó a Hank St. Clare, un paramédico de Chicago.
Protagonizó la obra de Broadway del 2012 Magic/Bird interpretando el papel principal de Magic Johnson.
Daniels asistió a la Juilliard School como miembro del Grupo 27 de la División de Drama (1994-1998).

## Vida personal
Daniels es abiertamente gay.

## Filmografía

### Películas
| Año  | Título                                | Papel                       | Notas         |
| ---- | ------------------------------------- | --------------------------- | ------------- |
| 1998 | Twelfth Night, or What You Will       |                             |               |
| 2001 | Kate & Leopold                        | Portero en fiesta           |               |
| 2003 | Hollywood: Departamento de homicidios | Cuz                         |               |
| 2004 | Ladder 49                             | Don Miller                  |               |
| 2004 | Neurotica                             |                             |               |
| 2005 | La isla                               | Censor                      |               |
| 2006 | Broken                                | Franklin                    | Sin acreditar |
| 2007 | And Then Came Love                    | Paul                        |               |
| 2013 | Raze                                  | Guardia #5                  |               |
| 2013 | McCanick                              | Undercover Tanktop          |               |
| 2016 | The Watcher                           | Reggie                      |               |
| 2019 | The Chase                             | Luke                        | Cortometraje  |
| 2020 | Typical Detective                     | Detective                   |               |
| 2021 | Shelter In Place                      | Ty                          |               |
| 2021 | Película de terror sin nombre         | Harry                       |               |
| 2023 | Not Another Church Movie              | Taylor Pherry y Madude Hims |               |

### Televisión
| Año  | Título                          | Papel                                | Notas                                            |
| ---- | ------------------------------- | ------------------------------------ | ------------------------------------------------ |
| 1998 | Loco por ti                     | Trabajador de construcción # 3       | Episodio: "Season Opener"                        |
| 1998 | Twelfth Night, or What You Will | Oficial / Señor                      | Película de televisión                           |
| 1999 | Daria                           | Michael "Mack" Jordan MacKenzie Hank | 4 episodios                                      |
| 2000 | Deadline                        | Tyrell Jackson                       | Episodio: "Pilot"                                |
| 2000 | Law & Order                     | Chris Cody / Reportero #3            | 2 episodios                                      |
| 2001 | Third Watch                     | Teniente 86                          | Episodio: "Honor"                                |
| 2002 | In-Laws                         | Carl                                 | Episodio: "Love Thy Neighbor"                    |
| 2002 | Buffy the Vampire Slayer        | Bouncer                              | Episodio: "Sleeper"                              |
| 2002 | JAG                             | Teniente comandante Suttles          | Episodio: "All Ye Faithful"                      |
| 2003 | Frasier                         | Steve                                | Episodio: "Farewell, Nervosa"                    |
| 2003 | Baby Bob                        | Portero                              | Episodio: "Don't Pass Me By"                     |
| 2003 | 10-8: Officers on Duty          | Detective Barrow                     | Episodio: "Blood Sugar Sex Magik"                |
| 2005 | Briar & Graves                  | N/A                                  | Piloto de televisión no vendido                  |
| 2005 | Their Eyes Were Watching God    | Liege Moss                           | Película de televisión                           |
| 2005 | Charmed                         | Rathbone                             | Episodio: "Carpe Demon"                          |
| 2006 | Smallville                      | Greg Flynn                           | Episodio: "Lockdown"                             |
| 2006 | Out of Practice                 | Bartender                            | Episodio: "Restaurant Row"                       |
| 2007 | I'm With Stupid                 | Sheldon                              | Película de televisión                           |
| 2008 | This Can't Be My Life           | Jason Marshals                       | Episodio: "The Pink Pages"                       |
| 2008 | Brothers & Sisters              | Sam                                  | Episodio: "The Missionary Implosion"             |
| 2010 | Modern Family                   | Longines                             | Recurrente (temporadas 2–11), 12 episodios       |
| 2010 | 100 Questions                   | Sam                                  | Episodio: "Are You Romantic?"                    |
| 2011 | Chuck                           | Ellyas Abshir                        | Episodio: "Chuck Versus the Family Volkoff"      |
| 2011 | House M. D.                     | Caesar                               | Episodio: "The Fix"                              |
| 2011 | Franklin & Bash                 | Oficial Wiltern                      | Episodio: "The Bangover"                         |
| 2011 | Big Time Rush                   | Oficial de policía que habla         | Episodio: "Big Time Rocker"                      |
| 2011 | Bandwagon: The TV Series        | Director de casting                  | Episodio: "It's Your One Shot"                   |
| 2011 | The Exes                        | Guardia de seguridad / Portero       | 2 episodios                                      |
| 2012 | Castle                          | Reggie Blake                         | Episodio: "Cloudy with a Chance of Murder"       |
| 2013 | Justified                       | Mitch                                | Episodio: "Money Trap"                           |
| 2013 | Wendell & Vinnie                | Scott                                | Episodio: "Pilot"                                |
| 2014 | Sirens                          | Hank                                 | Protagonista                                     |
| 2014 | Hawaii Five-0                   | Clancy Tatum                         | Episodio: "Black Helicopters"                    |
| 2014 | One Christmas Eve               | Reggie                               | Película de televisión                           |
| 2015 | Noches con Planatino            | Él mismo                             | 1 episodio                                       |
| 2015 | Glimpses of Greg                | Hector                               | 2 episodios                                      |
| 2016 | Single Minded                   | Guru                                 | Miniserie; episodio: "Dick Letter"               |
| 2016 | Mom                             | Oficial Bill                         | Episodio: "Blow and a Free McMuffin"             |
| 2017 | Trial & Error                   | Alfonzo Prefontaine                  | 4 episodios                                      |
| 2017 | Famous in Love                  | Ken Chapman                          | Episodio: "Not So Easy A"                        |
| 2017 | Atypical                        | Coach Briggs                         | 8 episodios                                      |
| 2017 | Scorpion                        | Detective Daniels                    | Episodio: "Sci Hard"                             |
| 2017 | Hawaii Five-0                   | Detective Bullock                    | Episodio: "I Ka Wa Ma Mua Hope, I Ka Wa Ma Hope" |
| 2018 | Champions                       | Leo                                  | Episodio: "Deal or No Deal"                      |
| 2018 | Suits                           | John Billows                         | Episodio: "Sour Grapes"                          |
| 2018 | The Guest Book                  | Steve                                | Episodio: "Under Cover"                          |
| 2018 | The Orville                     | Locar                                | 2 episodios                                      |
| 2018 | Coop y Cami                     | Walker                               | 12 episodios                                     |
| 2019 | Now Apocalypse                  | Barnabus                             | 4 episodios                                      |
| 2019 | Dilema                          | John                                 | Episodio: "What Next"                            |
| 2019 | Por qué matan las mujeres       | Lamar                                | 4 episodios                                      |
| 2019 | New Amsterdam                   | Marqués Cannon                       | Episodio: "The Denominator"                      |
| 2019 | The Rookie                      | Oficial Wilkie                       | Episodio: "Safety"                               |
| 2020 | AJ and the Queen                | Darrell                              | Episodio: "Jackson"                              |
| 2020 | Council of Dads                 | Peter Richards                       | 7 episodios                                      |
| 2021 | The Big Leap                    | Wayne Fontaine                       | Personaje regular                                |
| 2023 | Will Trent                      | Franklin                             | 5 episodios                                      |
| 2023 | Frasier                         | Tiny                                 | 5 episodios                                      |

### Videojuegos
| Año  | Título                     | Papel                          |
| ---- | -------------------------- | ------------------------------ |
| 2011 | NCIS Video Game            | David Burch                    |
| 2011 | Call of Juarez: The Cartel | Voces adicionales              |
| 2011 | Dead Island                | Titus, personajes variados     |
| 2013 | Dead Island: Riptide       | Dr. Cecil, personajes variados |
| 2015 | Dying Light                | Spike, voces adicionales       |
| 2016 | Mafia III                  | Voces adicionales              |